# Prix Paul Doistau-Émile Blutet de l’Information Scientifique
Der Prix Paul Doistau-Émile Blutet de l’Information Scientifique der Académie des sciences ist ein Wissenschaftspreis, der jährlich für Popularisierung der Wissenschaft oder für Wissenschaftsgeschichte und Épistémologie verliehen wird. Er ist mit 7500 Euro dotiert.
Es gibt noch einen weiteren, älteren Prix Paul Doistau-Émile Blutet, der in Mathematik und anderen Fächern verliehen wird.

## Preisträger
- 1997 Agnès Acker, Astrophysikerin an der Universität Straßburg und am Straßburger Observatorium, Gründerin des Straßburger Planetariums und der Organisation der Planetarien in Frankreich, als Astrophysikerin forschte sie über planetare Nebel
- 1998 nicht vergeben
- 1999 Michel Mendès France, Gérald Tenenbaum für ihr Buch über Primzahlen in der Reihe Que sais-je?
- 2000 nicht vergeben
- 2001 Lucien Gouguenheim, Gilbert Walusinski, Gründer von CLEA (comité de liaison enseignants astronomes) um Astronomie-Unterricht an Schulen zu fördern
- 2002 Valérie Ansel, Hugues Dreysse, sie organisierten die kulturpolitischen Aktivitäten der Universität Straßburg
- 2003 Philippe Poindron, Präsident der Association Alsace Bio Valley, auch für populärwissenschaftliche Sendungen im Fernsehen bekannt (France 3)
- 2004 Pierre Laszlo, Chemiker, für mehrere populärwissenschaftliche Bücher
- 2005 Michel Morange, Biologie-Historiker und Prof. an der Universität Paris VI und der ENS, Autor von Histoire de la biologie moléculaire. Bei Que sais-je? veröffentlichte er La vie expliquée?, das eine moderne Antwort auf Erwin Schrödingers Klassiker Was ist Leben? (1944) geben soll.
- 2006 Jean-Pierre Luminet, Astrophysiker am Observatorium in Paris-Meudon, Autor populärwissenschaftlicher Bücher z. B. über Schwarze Löcher (Les Trous Noires)
- 2007 Jean-Paul Gaudillère, Medizingeschichte, Institut national de la santé et de la recherche médicale in Paris.
- 2008 Francis Gires, für die Sammlung historischer physikalischer Instrumente (Musée Berard d’Agesci à Niort), die er in französischen Gymnasien fand und auf Ausstellungen in Frankreich und bei Vorträgen an Schulen präsentierte
- 2009 Jean-Pierre Camilleri, Jean Coursaget (frühe Geschichte der Strahlentherapie)
- 2010 Philippe Boulanger, war 1977 Gründer und Chefredakteur von Pour la Science (dem französischen Scientific American), viele Radio- und Fernsehsendungen (z. B. Archimède)
- 2011 Christine Proust (Forschungsdirektorin der CNRS in Paris, Laboratoire Sphere, Mathematikgeschichte Mesopotamiens)
- 2012 Michael Cabaret, Direktor der Espace des sciences in Rennes
- 2013 Vincent Deparis, Lehrer für Naturwissenschaften am Jean-Monnet-Gymnasium in Annemasse; für seine Beiträge zur Wissenschaftsgeschichte der Geowissenschaften
- 2014 Christophe Degueurce, Anatomie-Professor und Konservator des Musée Fragonard
- 2015 Simone Dumont, emeritierte Astronomin am Observatoire de Paris[1]
- 2016 Jean-François Dars, Anne Papillault, zwei ehemalige Forschungsingenieure am CNRS[2]
- 2017 Denis Savoie, Palais de la découverte – Cité des Sciences et de l’Industrie[3]
- 2018 nicht vergeben
- 2019 Suzanne Debarbat, Dominique Bernard[4]
- 2021 Martha Cecilia Bustamante, David Louapre[5]
- 2022 Bruno Monflier[6]
- 2023 Sophie Becherel[7]
- 2024 Michela Malpangotto, Franck Courchamp[8]